# Federico II de Sajonia

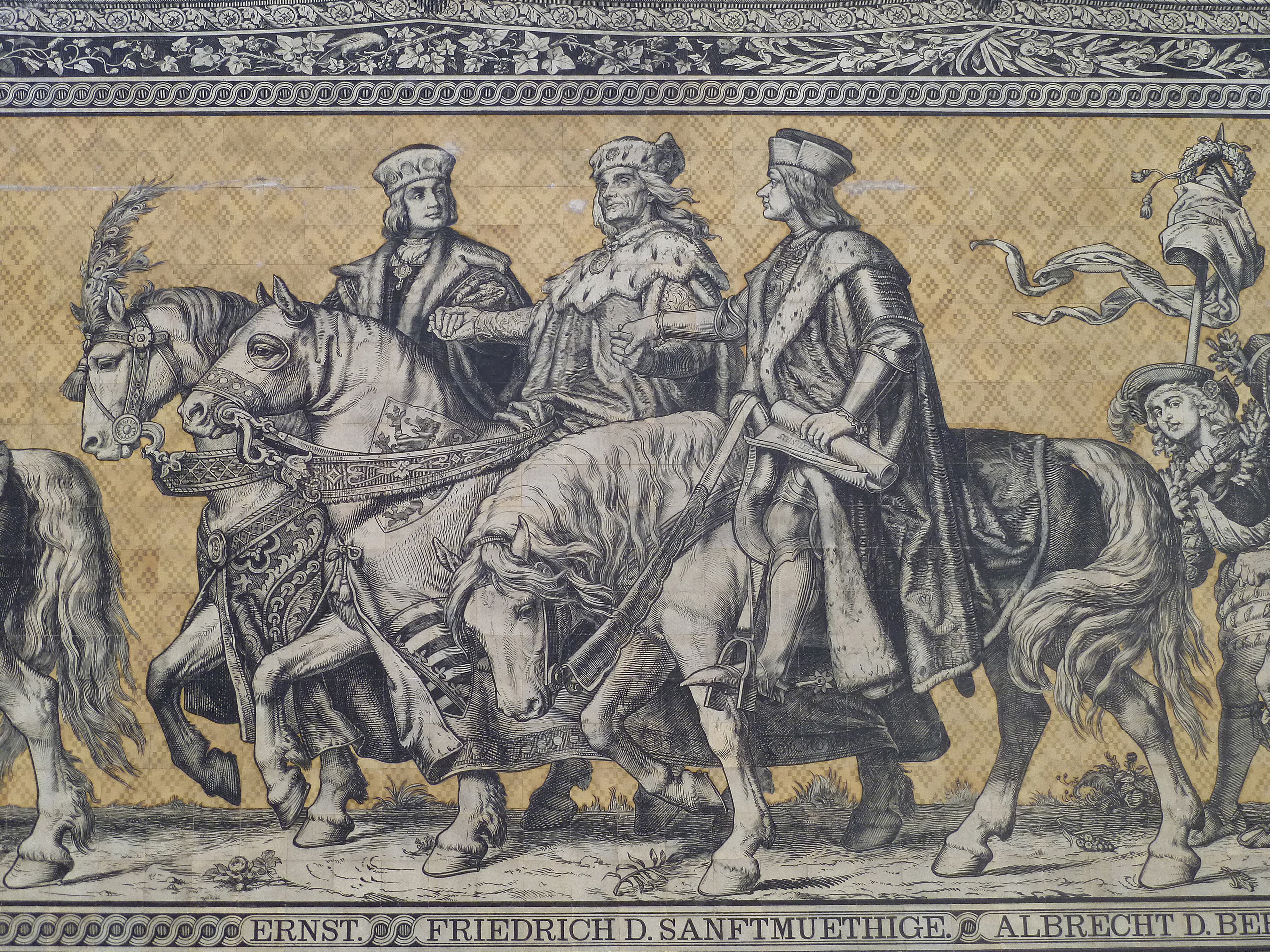
Ernesto, elector de Sajonia (1464-1486), Federico II, elector de Sajonia (1428-1464) y Alberto III, duque de Sajonia (1486-1500), reproducidos en el Desfile de los Príncipes (Dresde).

Federico II de Sajonia, conocido como el Apacible (en alemán: Friedrich der Sanftmütige; Leipzig, 22 de agosto de 1412-Leipzig, 7 de septiembre de 1464), fue un noble alemán, elector de Sajonia (1428-1464), conde palatino de Sajonia (1428-1464), duque de Sajonia-Wittenberg (1428-1464) y landgrave de Turingia (1440-1445).

## Biografía
Federico II era hijo de Federico I de Sajonia y Catalina de Brunswick-Luneburgo. Como primogénito administró a los 16 años los dominios familiares en su nombre y en el de sus hermanos menores: Segismundo (12 años), Enrique (6 años) y Guillermo (3 años). Segismundo pronto renunció a sus derechos al entrar en la carrera religiosa y Enrique murió a los 13 años, dejando a Federico y a Guillermo como únicos gobernantes del ducado.
En 1433 Federico firmó la paz con los husitas, que estaban en guerra con los Wettin desde 1420. En 1438 se constituyó en su Estado el primer parlamento de un estado federado alemán, institución que tenía el derecho de legislar en cuestiones fiscales, incluso en contra de los duques.
Al morir en 1440 su tío Federico IV el Pacífico, sin descendencia, ambos hermanos heredaron la marca de Meissen y el landgraviato de Turingia. En 1445 se repartieron las posesiones de acuerdo con la División de Altenburgo, por la cual Federico se quedó con el Electorado de Sajonia y los territorios orientales (Sajonia-Wittenberg y Meissen) y Guillermo recibió Turingia y las posesiones de Franconia. Las minas de plata de los montes Metálicos, verdadera riqueza del país, fueron compartidas por ambos duques. Sin embargo, las disputas sobre el reparto llevaron en 1446 a la conocida como guerra fratricida sajona, que se prolongó hasta el 27 de enero de 1451, cuando se firmó la paz de Naumburgo. Por el Tratado de Eger de 1459 los hermanos fijaron las fronteras de Sajonia con el reino de Bohemia, límites que aún hoy perduran.
Sus dos hijos con Margarita de Austria se repartieron los amplios dominios de la Casa de Wettin, creando las dos líneas principales en la denominada División de Leipzig (26 de agosto de 1485): Ernesto, el mayor, recibió el electorado de Sajonia y el ducado de Sajonia-Wittenberg (línea Ernestina); y Alberto se quedó con la marca de Meissen (línea Albertina). Se acordó que al morir Guillermo III, los territorios turingios pasarían a la herencia de Ernesto.

## Matrimonio e hijos
Federico se casó en Leipzig, el 3 de junio de 1431, con Margarita de Austria, hija de Ernesto I de Austria y Cimburgia de Masovia. Tuvieron ocho hijos:
1. Amalia de Sajonia (Meissen, 4 de abril de 1436 - Rochlitz, 19 de octubre de 1501), se casó el 21 de marzo de 1452 con Luis IX, duque de Baviera.
2. Ana (Meissen, 7 de marzo de 1437 - Neustadt am Aisch, 31 de octubre de 1512), se casó el 12 de noviembre de 1458 con Alberto III Aquiles, elector de Brandeburgo.
3. Federico (Meissen, 28 de agosto de 1439 - ibid., 23 de diciembre de 1451).
4. Ernesto, Elector de Sajonia (Meissen, 24 de marzo de 1441 - Colditz, 26 de agosto de 1486).
5. Alberto, duque de Sajonia (Grimma, 31 de julio de 1443 - Emden, 12 de septiembre de 1500).
6. Margarita (Meissen?, 1444 - ? Seusslitz?, c. 19 de noviembre de 1498), abadesa de Seusslitz.
7. Eduviges (Meissen?, 31 de octubre de 1445 - Quedlinburg, 13 de junio de 1511), abadesa de Quedlinburg (1458).
8. Alejandro (Meissen, 24 de junio de 1447 - ibid., 14 de septiembre de 1447).